# Гниличка, Милан
Ми́лан Гни́личка (чеш. Milan Hnilička; 25 июня 1973, Литомержице, Чехословакия) — чешский хоккейный тренер и менеджер, в прошлом — профессиональный чехословацкий и чешский хоккеист, вратарь. Олимпийский чемпион 1998 года и трёхкратный чемпион мира в составе сборной Чехии, чемпион России 2008 года, обладатель Кубка Колдера в АХЛ и Президентского кубка в ЗХЛ. После окончания карьеры летом 2010 года стал спортивным директором клуба «Млада Болеслав». После двух сезонов в «Млада Болеслав» в 2012 году перешел на должность генерального менеджера молодежных сборных Чехии, с 2016 года стал генеральным менеджером основной сборной Чехии. После окончания сезона 2017/2018 покинул эту должность.

## Игровая карьера

### Клубная карьера
Милан Гниличка родился в Литомержице, где и начинал заниматься хоккеем в клубе «Руда гвезда». Там на него обратили внимание руководители клуба «Польди Кладно», и он в 1989 году дебютировал в Чехословацкой хоккейной лиге в возрасте 16 лет. После победы на юниорском чемпионате Европы 1991 года Гниличку заметили уже скауты НХЛ, и на драфте 1991 года его в четвёртом раунде выбрал «Нью-Йорк Айлендерс».
В 1992 году Гниличка уехал в Северную Америку. Проведя три года в низших лигах и так и не получив возможности сыграть в НХЛ, в 1995 году Милан принял решение вернуться на Родину. Проведя два года в «Кладно», он перешёл в пражскую «Спарту», играя за которую он дважды выбирался в сборную всех звёзд экстралиги.
15 июля 1999 года Гниличка подписал контракт на один год с «Нью-Йорк Рейнджерс», август и сентябрь провёл в составе польского клуба «Варшава». В НХЛ Милан дебютировал 14 октября в матче против «Питтсбург Пингвинз», выйдя на замену во втором периоде. За оставшееся время он пропустил две шайбы. Бо́льшую часть сезона он провёл в АХЛ, где вместе с «Хартфордом» выиграл Кубок Колдера.
28 июля 2000 года Гниличка перешёл в «Атланту Трэшерз». В новом клубе ему удалось выиграть конкуренцию за место основного вратаря у Дэмиена Родса. В 2002 году Гниличка подписал новый контракт с клубом на два года. Начало сезона 2002/03 выдалось для «Атланты» неудачным — «Трэшерз» проиграли девять матчей подряд. В поражениях обвинили Гниличку, и он потерял место основного вратаря, уступив его Паси Нурминену. Сам Гниличка высказывал недовольство главным тренером Куртом Фрейзером, который, по его мнению, потерял контроль над командой. После подписания «Атлантой» свободного агента вратаря Байрона Дефо, Гниличку отправили в фарм-клуб «Чикаго Вулвз».
Перед стартом сезона 2003/04, 15 сентября, «Атланта» обменяла Гниличку в «Лос-Анджелес Кингз» на будущую компенсацию. В «Кингз» уже были два вратаря: Кристобаль Юэ и пришедший в межсезонье из «Филадельфии» партнёр Милана по сборной Чехии Роман Чехманек. За «Лос-Анджелес» Гниличка провёл всего два матча: 26 декабря 2003 года против «Сан-Хосе Шаркс», в котором он заменил в третьем периоде Юэ, и 31 декабря против «Финикс Койотис». В матче против «Койотис» он получил травму пальца, из-за которой был вынужден пропустить значительную часть сезона. Восстановившись от травмы, он играл в фарм-клубе «Кингз» «Манчестер Монаркс», поле чего принял решение вернуться в Чехию.
18 мая 2004 года Гниличка подписал контракт на три года с клубом «Били Тигржи» из Либерца. В Либерце ему удалось сразу стать основным вратарём, заменив ушедшего Олдржиха Свободу. В первом же сезоне с Гниличкой «тигры» выиграли первые медали в своей истории — завоевали бронзу, уступив в полуфинале плей-офф будущему чемпиону «Мёллер Пардубице». Через два года они снова выиграли бронзу, в полуфинале опять уступив будущему чемпиону — на этот раз «Спарте».
9 ноября 2007 года Гниличка перешёл в клуб Суперлиги «Салават Юлаев». Один из двух вратарей клуба, Вадим Тарасов, получил травму, и чешский вратарь должен был заменить его. Владимир Вуйтек, агент Гнилички, рассказал, что «тигры» не хотели отпускать своего вратаря в Россию, но с приходом в «Либерец» другого вратаря сборной Чехии Марека Пинца дали согласие на переход. В составе «Салавата» Гниличка стал чемпионом России, хотя большую часть времени был третьим вратарём клуба после Александра Ерёменко и Тарасова. Ещё до окончания плей-офф генеральный менеджер «Салавата» Олег Гросс объявил, что контракт с Гниличкой, истекающий 30 апреля, продлён не будет.
Гниличка вернулся в «Били Тигржи», но из-за проблем со здоровьем принял участие только в 22 матчах регулярного чемпионата. 12 марта 2009 года вратарь и клуб договорились о расторжении контракта, который заканчивался 30 апреля.
22 декабря 2009 года Гниличка стал игроком пражской «Славии», но 12 января, после трёх проведённых матчей, «Славия» расторгла контракт с вратарём.
8 августа 2010 года Милан Гниличка объявил о завершении игровой карьеры.

### В сборной

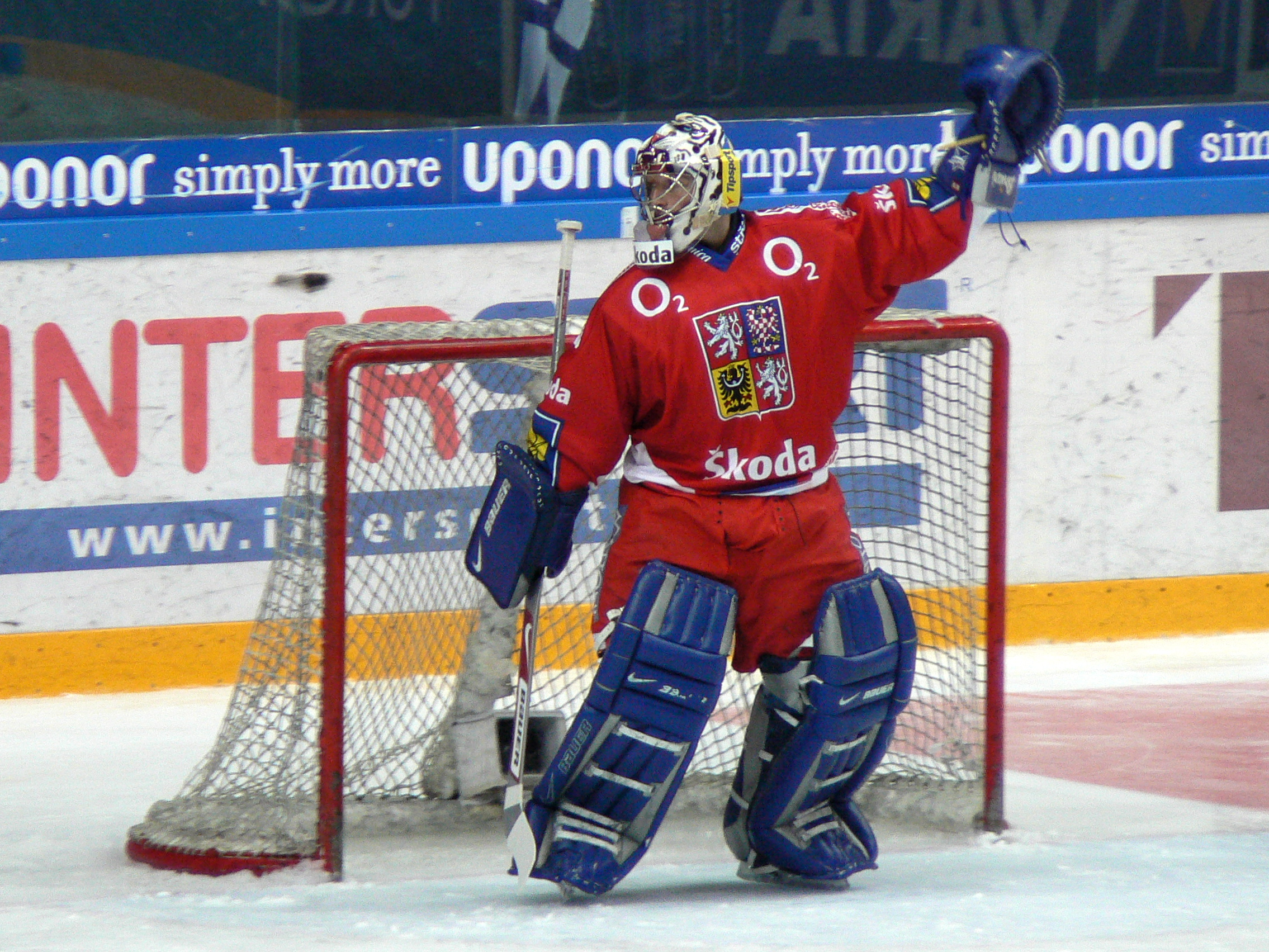
Милан Гниличка в игре за сборную Чехии

В составе юниорской сборной Чехословакии Гниличка дебютировал на чемпионате Европы 1990 года, где стал бронзовым призёром турнира. В следующем году он выиграл чемпионат Европы и стал бронзовым призёром молодёжного чемпионата мира; также он был в составе главной сборной Чехословакии на чемпионате мира и Кубке Канады, где чехословацкая сборная была шестой. В 1992 году Гниличка с молодёжной сборной занял пятое место на чемпионате мира, а в составе главной сборной выиграл бронзовую медаль мирового первенства, проходившего в Чехословакии в последний раз.
В сборную Чехии Гниличка стал регулярно вызываться после своего первого возвращения из Северной Америки. На Олимпиаде 1998 года в Нагано, где чехи стали чемпионами, Милан был третьим вратарём сборной. Но на следующих четырёх чемпионатах мира из пяти, где чешская сборная выиграла два золота и одну бронзу, Гниличка был основным вратарём, лишь изредка давая играть Роману Чехманеку, Душану Салфицки и Иржи Трваю. На Олимпиаде 2006 года в Турине основным вратарём должен был стать Доминик Гашек, но он после первого матча получил травму и выбыл до конца турнира. Вместо него Томаш Вокоун и Милан Гниличка помогли сборной Чехии выиграть бронзовые медали.
Ещё на двух чемпионатах мира Гниличка был первым вратарём: в 2006 году в Латвии, где чехи выиграли серебро, и в 2008 году в Канаде, где чехи заняли пятое место.

## Достижения

### Командные
- Олимпийский чемпион 1998
- Чемпион мира 1999, 2001, 2005
- Серебряный призер чемпионата мира 2006
- Бронзовый призер Олимпийских игр 2006 и чемпионатов мира 1992, 1997 и 1998
- Чемпион России 2008
- Бронзовый призер чемпионата Чехии 2005 и 2007
- Обладатель кубка Колдера 2000
- Обладатель кубка Тёрнера 1995
- Чемпион Западной хоккейной лиги (WHL) 1993
- Чемпион Европы среди юниоров 1991
- Бронзовый призер юниорского чемпионата Европы 1990 и молодежного чемпионата мира 1991

### Личные
- Лучший вратарь чемпионата Европы среди юниоров 1991, чемпионата мира 2001 и Чешской Экстралиги 2005
- Лучший вратарь по проценту отражённых бросков в Чешской Экстралиге 1998 (94.3 %), 2007 (94.3) и АХЛ 2000 (92.8)
- Лучший вратарь по количеству побед в Чешской Экстралиге 1999 (27 побед), 2006 (29) и 2007 (28)
- Лучший вратарь по коэффициенту надежности в Чешской Экстралиге 2006 (1.70 гола за матч), 2007 (1.85) и АХЛ 2000 (2.15)
- Лучший вратарь Чешской Экстралиги 2006 по количеству "сухих матчей" (6 игр на ноль)